# Batailles aériennes
Batailles aériennes est une revue consacrée à l’histoire de l’aviation.

## Généralités
Batailles aériennes est une revue trimestrielle en langue française consacrée à l’étude de l’histoire de l’aviation. Publiée par les éditeurs de la revue Avions Lela Presse, elle détaille les grandes batailles de la Seconde Guerre mondiale, en présentant les forces en présence de chaque camp avant la bataille, ainsi que les principaux types d’avions impliqués, à-travers des fiches monographiques comportant des profils en couleur, des plans 3-vues et leurs spécifications.
La revue au format A4 comporte en moyenne 80 pages avec des photos largement inédites en noir et blanc ou même en couleur.
Vous pouvez la découvrir sur le site de l'éditeur : www.avions-bateaux.com.

## Journalistes
Les journalistes ayant collaboré aux articles de Batailles Aériennes  sont : Claude Archambault, Charles Aubusson, Ulf Balke, Matthieu Comas, C. Cony, Philippe Cornil, Alain Coste, Cristian Craciunoiu, Vincent Gréciet, Dimitry Khazanov, Vladimir Kotelnikov, Viktor Kulikov, Michel Ledet, Eric Mombeek, Miroslav Morozov, Bernard Philippe, Jean-Louis Roba, Philippe Saintes, Kari Stenman, Peter Taghon...

## Publications
À découvrir toutes les autres publications sous la forme de deux collections de livres richement illustrés et documentés. À découvrir sur le site de l'éditeur www.avions-bateaux.com.